# Hidrografia da Colômbia

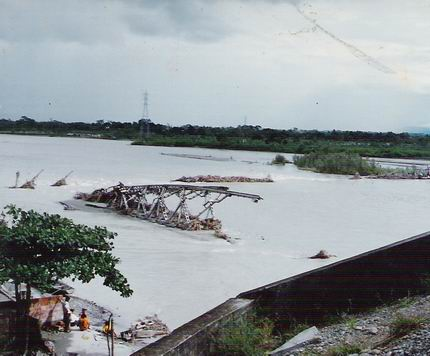
O Rio Magdalena no Departamento de Huila.

Os rios mais importantes da Colômbia são o Magdalena e seu tributário, o Cauca, que nascem no altiplano dos Andes, junto do Equador. O Madalena deságua no mar das Antilhas, perto de Barranquilla. Aproximadamente na metade de curso de 1.528 km perde-se numa vasta rede de planaltos (ciénagas), lagos e lagoas. O Cauca, parcialmente navegável, apresenta areias auríferas que são exploradas desde 1909. O Atrato e o Sinú também correm para a costa norte e são ambos navegáveis. Entre os rios da costa do Pacífico, mais curtos, destacam-se principalmente o Truandó e o Salaqui. Dentre os rios das grandes planícies ocidentais, que deságuam no Orinoco e no Amazonas, sobressaem o Meta, o Guaviare, o Vaupés e o Caquetá.